# Дончени (Арад)
Дончени (рум. Donceni) насеље је у Румунији у жупанији Арад у граду Себиш. Место се налази на надморској висини од 162 m.

## Становништво
Према подацима из 2002. године у насељу је живело 186 становника, од којих су сви румунске националности.